# Suat Suna
Suat Suna (* 26. Mai 1975 in Istanbul) ist ein türkischer Musiker.

## Leben und Karriere
Sunas Vater Mehmet Sait Suna war selbst Geigenspieler und hat seinem Sohn schon in frühen Jahren die Musik nahegebracht. Suat Suna hatte das erste Mal mit vier Jahren eine Geige in der Hand und begann schon sehr früh, sich dafür zu interessieren. Suat Suna besuchte das Französische Gymnasium Saint Benoit Koleji in Istanbul und anschließend die Universität Istanbul, wo er seinen Abschluss mit den Hauptgebieten „Klassische Westliche Musik“ und „Geige“ machte. Er spielt Geige und Klavier und hat sich selbst das Gitarrespielen beigebracht; er sagt dazu: „Gitarre ist wie eine größere Geige“.
Während seiner Schulzeit nahm er an mehreren Songcontests teil und gewann mehrere Titel. Sein Durchbruch kam durch die Sendung „Pop Show Yarisma“ im Jahr 1993, bei der drei seiner Kompositionen unter die letzten zehn gewählt wurden und an deren Finale er teilnahm. Er belegte in diesem Contest den ersten, zweiten und vierten Platz und erregte so die Aufmerksamkeit mehrerer Produzenten. Anschließend bekam er mehrere Angebote und entschied sich letztlich für den Produzenten Ali Kocatepe, der selbst seit Jahren ein erfolgreicher Musiker und Sänger ist.
1993 brachte Suat Suna sein erstes Album mit dem Namen Ansızın Çektin Gittin (dt. Du bist plötzlich weg) auf den Markt, in dem mehrere der Lieder enthalten waren, mit denen er an Wettbewerben teilgenommen hatte, wie z. B. Ansızın Çektin Gittin, Acilar icindeyim, Yalniz Seninle und Gizli Sevda. Dieses Album verkaufte sich weit über eine Million Mal in der Türkei. Mit der Zeit brachte er neun weitere Alben auf den Markt.
Im Jahr 2000 eröffnete Suat Suna eine Musikschule in Frankfurt am Main und flog regelmäßig aus Istanbul ein. Gelegentlich gab er selbst Gitarren- und Geigenunterricht. Aus Zeitmangel musste er die Schule abgeben, und sie wurde wieder geschlossen. Im selben Jahr spielte er eine Rolle in der türkischen Serie Zeynep und konnte so seine ersten Schritte als Schauspieler gehen.
Heute beschäftigt er sich hauptsächlich damit, Lieder für andere türkische Sänger zu verfassen und Lieder von anderen Komponisten zu bearbeiten. Er unterstützt jüngere, unerfahrene Künstler und versucht, ihnen sein Wissen weiterzuvermitteln. Suat Suna macht seit nun mehr als 17 Jahren professionelle Musik und kann so den Jüngeren einiges beibringen. Er bringt aber auch noch eigene Alben auf den Markt und gibt Konzerte in der Türkei und Europa. Sein letztes Album erschien am 18. Dezember 2009 und heißt Askin Adi (dt. Name der Liebe).

## Diskografie

### Alben
- 1993: Ansızın Çektin Gittin
- 1994: Sözüne Kanmam
- 1995: Hasret Fenerleri
- 1996: Rüyam ve Sen
- 1997: Yapamam Sensiz
- 1999: Yolun Açık Olsun
- 2000: Sana Haksızlık Ettim
- 2002: Su Damlası
- 2004: Leyla
- 2006: 10
- 2009: Aşkın Adı...
- 2017: Seni Buldum

### Singles (Auswahl)
- 2002: O Lelli
- 2017: Seni Buldum
- 2021: Aramızda Uçurumlar (mit Fatma Turgut, bereits 1995 solo veröffentlicht)
- 2022: Yalan Değil (mit Deniz Seki & İskender Paydaş, bereits 1995 solo veröffentlicht)